# 川上和彦
川上 和彦（かわかみ かずひこ、1958年8月4日 - ）は、日本の政治家。第57代世田谷区議会議長（議員3期）。

## 来歴
福岡県飯塚市出身。福岡県立嘉穂東高等学校、駒澤大学経営学部卒業。
衆議院議員（元文部大臣）公設第一秘書を経て、1999年 世田谷区議会に初当選。以来、連続3期当選。この間、自民党世田谷区議団幹事長･政調会長、自民党世田谷総支部幹事長･政調会長。議会では世田谷区議会企画総務常任委員会委員長、決算特別委員会委員長などを歴任。2009年、第57代世田谷区議会議長に就任。
そのほか、世田谷区立烏山北小学校PTA会長、成城消防団第4分団部長、駒澤大学評議員をつとめる。
2011年世田谷区長選挙に立候補。60,340票（得票率22.1％）得票するも惜敗。
2012年から2014年まで参議院議員･公設第一秘書。
大学時代、生活費のため100種類のアルバイトを経験。卒業後、衆院議員の秘書となる。その切っ掛けは学生時代に、お手伝いした選挙で、候補者が
大勢の人に支えられて活動する過程を目の当たりし感動したから。高校時代はバレーボール部の主将を務めた。